# Arthur Farrell
Pour les articles homonymes, voir Farrell.
Temple de la renommée : 1965
Arthur Farrell, dit Art Farrell, (né le 8 février 1877 à Montréal, dans la province de Québec au Canada - mort le 7 février 1909 à Sainte-Agathe-des-Monts, dans la province de Québec au Canada) est un joueur canadien de hockey sur glace.
Avec les Shamrocks de Montréal, il remporte la Coupe Stanley en 1899 et 1900. Il est également l'auteur de plusieurs ouvrages sur le hockey, faisant probablement de lui le premier à développer ce sujet. En 1965, il est intronisé au Temple de la renommée du hockey.

## Biographie

### Jeunesse
Arthur Farrell naît le 8 février 1877 à Montréal au Canada. Ses parents sont William Farrell et Mary Meagher dont il est le quatrième de leurs huit enfants. Son père étant un marchand et un échevin de Montréal, il grandit dans un milieu aisé. À partir de 1895, il fait ses études au Collège Sainte-Marie où il commence sa carrière de hockey. Sur la ligne d'attaque de l'équipe du collège, il côtoie Harry Trihey, Fred Scanlan et Jack Brennan.

### Les Shamrocks et la Coupe Stanley

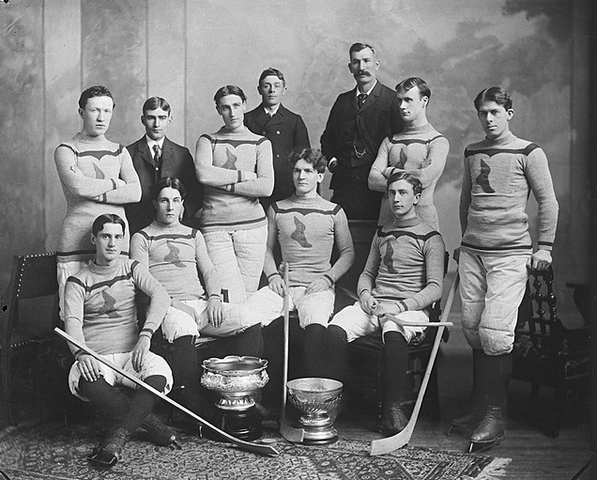
Farrell, premier sur la droite, avec les Shamrocks de Montréal, posant avec la Coupe Stanley et le trophée de la CAHL remportés en 1899.

En 1897, le quatuor joint les Shamrocks de Montréal de l'Association de hockey amateur du Canada (AHAC). Un an plus tard, l'AHAC est remplacée par la Ligue canadienne de hockey amateur (CAHL). Avec un jeu plus collectif que leur adversaires, les Shamrocks remportent la première édition de la nouvelle ligue et ravissent la Coupe Stanley aux tenants, les Victorias de Montréal. Le 14 mars 1899, ils défendent la coupe avec succès en s'imposant 6-2 dans le défi lancé par l'Université Queen's.
La saison 1900 voit les Shamrocks terminés de nouveau premiers de la CAHL. En février, alors que la CAHL n'est pas achevée, ils affrontent les Victorias de Winnipeg de la Manitoba Hockey Association. Dans une série jouée au meilleur des trois matchs, Montréal s'incline lors de la première partie avant de gagner les deux suivantes et conserve la coupe, chaque rencontre s'étant soldée sur une marge d'un but. Le mois suivant, les Shamrocks disputent un nouveau défi face aux Crescents de Halifax de la Maritime Hockey League. Cette fois-ci, ils s'imposent aisément avec deux victoires et un score combiné de 21 à 2, Farrell étant l'auteur de quatre réalisations lors de chaque partie.
L'année 1901 débute difficilement pour les Shamrocks qui doivent abandonner la Coupe Stanley au profit des Victorias de Winnipeg. Menés par Dan Bain, les Vics remportent les deux rencontres, à chaque fois sur la plus petite des marges. Le 2 mars, Farrell inscrit cinq buts face au Québec Hockey Club. Cela n'empêchent cependant pas les Shamrocks de perdre leur titre en CAHL, finissant troisième de la ligue. Farrell mat alors un terme à sa carrière de joueur.

### Fin de vie
Farrell travaille ensuite au magasin tenu par son père. En 1906, atteint par la tuberculose, il entre dans un sanatorium, situé à Sainte-Agathe-des-Monts. Il y décède le 7 février 1909, la veille de son trente-deuxième anniversaire.
En 1965, il est intronisé au Temple de la renommée du hockey aux côtés de son coéquipier Fred Scanlan, rejoignant ainsi leur capitaine Harry Trihey, honoré quinze ans auparavant.

## Ses ouvrages sur le hockey
En 1899, Arthur Farrell écrit un manuel sur le hockey sur glace intitulé Hockey : Canada's Royal Winter Game (Hockey : le sport d'hiver royal du Canada). Cet ouvrage est considéré comme le premier consacré à ce sport. Il contient entre autres un historique du hockey ainsi que les règles du jeu,.
Son second livre, Ice hockey and ice polo guide (Guide du hockey sur glace et du polo sur glace), est publié en deux volumes en 1901 et 1904 aux États-Unis dans la collection d'Albert Goodwill Spaldingt,.
En 1907, il écrit son troisième et dernier livre How to play ice hockey (Comment jouer au hockey sur glace). Il reprend l'histoire du sport depuis ses origines et présente les différentes règles en vigueur en Amérique du Nord ainsi que les particularités spécifiques pour chaque position de joueur. Il contient aussi des commentaires faits par des joueurs de l'époque,.